# جيري سميث
جيري سميث (بالإنجليزية: Jerry Smith)‏ (و. 1930 – 2011 م) هو لاعب كرة قدم أمريكية، من الولايات المتحدة، ولد في دايتون، أوهايو، يلعب كحارس ‏، توفي في سان دييغو، كاليفورنيا، عن عمر يناهز 81 عاماً.

## التعليم
تعلم في جامعة ويسكونسن-ماديسون.

## روابط خارجية
- جيري سميث على موقع مرجع كرة القدم المحترفة.كوم (الإنجليزية)